# 蘇格蘭事務部 (1885年)
蘇格蘭事務部（英語：Scottish Office）是英國政府於1885年至1999年期間運作的一個部門，其主要在有關蘇格蘭的事務部分行使廣泛政府職能，並且受到蘇格蘭事務大臣管轄。在1999年蘇格蘭議會設立後，其大部分工作被轉移到新成立的蘇格蘭行政院，而少部分被保留的職權則交由蘇格蘭事務大臣辦公室負責。